# Новосёловский (Краснодарский край)
Новосёловский — хутор в Белореченском районе Краснодарского края России. Входит в состав Школьненского сельского поселения.

## География
Улиц на хуторе два: ул. Клубничная и  ул. Новосёловская.
Географическое положение
Расположен в 5,7 км от центра поселения и в 11,5 км от районного центра.

## Население
| 2002 | 2010 |
| ---- | ---- |
| 48   | ↘24  |